# عايدة الأيوبي
عايدة الأيوبي (1964 -)، مطربة مصرية ذاع صيتها في أوائل التسعينات بعد أن أصدرت ألبوم بعنوان «على بالي». ارتدت الحجاب واعتزلت الغناء في أواسط التسعينات وعادت مرة أخرى عام 2009م بأغاني دينية ووطنية.

## نشأتها وحياتها
ولدت بمدينة آخن، بألمانيا، عام 1964 لأب مصري وأم ألمانية، وتخرجت من المدرسة الألمانية بالقاهرة، وقضت فترة طويلة من طفولتها في ألمانيا، وهي حاصلة على البكالوريوس من الجامعة الأمريكية بالقاهرة.

## مسيرتها وأعمالها
لعايدة الأيوبي 3 ألبومات فقط، صدرت في نهاية ثمانينيات وبداية تسعينيات القرن العشرين. أغلب أغانيها من تأليفها ولحنها وغنائها، لها أسلوب خاص جدًا في أدائها وموسيقاها واختيار كلماتها. يقول النقاد الفنيون أن عايدة جاءت في فترة حساسة وانتقالية في الساحة الغنائية العربية، فاستطاعت أن تخصص لها فترة متميزة، كما هو الحال بالنسبة لجورج وسوف وجوليا بطرس في لبنان ومجموعة الإخوان ميكري في المغرب.
من أغانيها: «صدفة» و«إن كنت غالي» و«عصفور» و«من زمان» و«علي بالي» و«كفاية». عايدة أيضًا عازفة جيتار وعود محترفة.
شاركها المطرب هشام عباس في أغنيات «عصفور» و«مصبرني» و«غنيت للهوا». كما تعاملت مع الشاعر الفلسطيني الراحل محمود درويش ومع مارسيل خليفة.
ظهرت عايدة الأيوبي في فيلم واحد فقط حرب الفراولة كضيفة شرف، وغنت أغنية «يا ورد» في آخر الفيلم. وقامت بتلحين وغناء البردة للإمام البوصيري وبعض القصائد الصوفية.وغنت من كلمات الشاعر المصري خالد الشيباني وألحان الموسيقار صلاح الشرنوبي «في عشق الله» والتي استهلت بأبيات للعارفة بالله رابعة العدوية
غنت «بحبك يا بلدي» من كلماتها وألحانها، إهداء لشهداء ثورة 25 يناير.
أما آخر أعمالها الفنية فكانت أغنية «يا الميدان» و «اتجنن» مشاركه مع فرقة كايروكي "Cairokee"، والتي نجحت نجاحآ كبيرآ ونالت إعجاب الكثيرين. وشاركت في أغنية سيب نفسك مع نفس الفريق.